# Carnet (Manche)
Carnet ist eine Ortschaft und eine ehemalige französische Gemeinde mit 471 Einwohnern (Stand 1. Januar 2022) im Département Manche in der Region Normandie. Sie gehörte zum Kanton Saint-Hilaire-du-Harcouët im Arrondissement Avranches.
Mit Wirkung vom 1. Januar 2017 wurden die bisherigen Gemeinden Saint-James, Argouges, Carnet, La Croix-Avranchin, Montanel, Vergoncey und Villiers-le-Pré zur namensgleichen Commune nouvelle Saint-James zusammengelegt. Die ehemaligen Gemeinden haben in der neuen Gemeinde den Status einer Commune déléguée. Der Verwaltungssitz befindet sich im Ort Saint-James.

## Lage
Nachbarorte von Carnet sind Villiers-le-Pré im Norden, die Commune déléguée Saint-James im Nordosten, Le Ferré im Südosten, Coglès im Süden und Argouges im Süden und im Westen.

## Bevölkerungsentwicklung

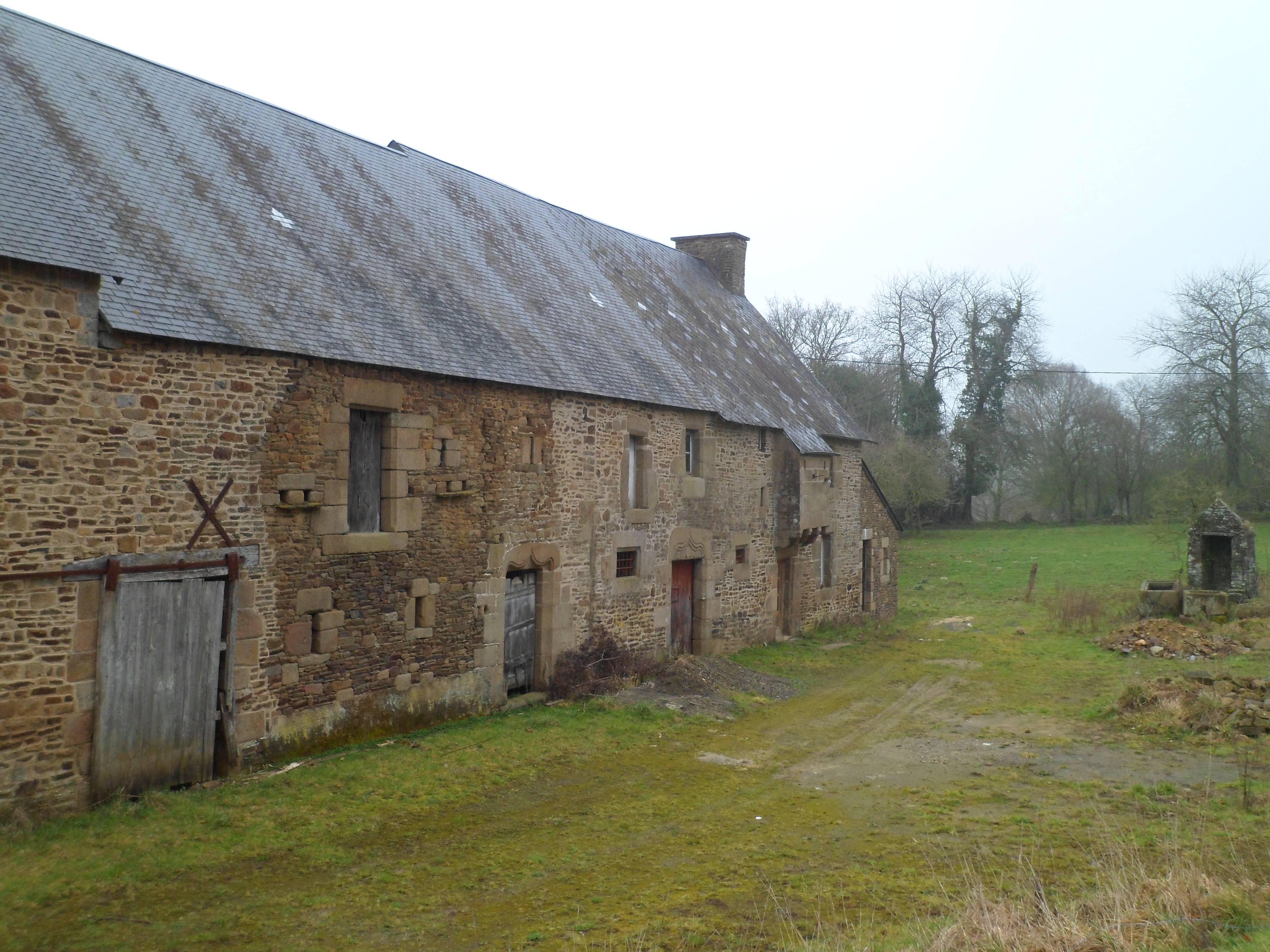
Schloss von Carnet, Monument historique

| Jahr      | 1962 | 1968 | 1975 | 1982 | 1990 | 1999 | 2008 | 2015 |
| --------- | ---- | ---- | ---- | ---- | ---- | ---- | ---- | ---- |
| Einwohner | 539  | 476  | 446  | 412  | 398  | 433  | 472  | 494  |